# 石门县北站
石门县北站位于中华人民共和国湖南省常德市石门县东城开发区，由广州局集团张家界车务段管辖的三等中间站，主要办理列车到发、会让，旅客列车、货物列车机车乘务员换班、机车更换以及客运、行包装卸、终到动车组存放吸污等作业。车站距离月山站847千米，焦柳铁路和石长铁路在这里呈T型交汇，洛湛铁路共用了洛阳—石门县北区间的焦柳线和石门县北—益阳区间的石长线。
车站作为石长铁路和焦柳铁路的接轨站建于1995年。经过升級了改造工程，车站于2013年7月1日重新开通客运，并在2013年7月3日完全取代石门县站（老石门县火车站）。从石门县北站（新石门县火车站、石门火车北站）乘坐火车可以直达北京、天津、长沙等多个城市。2017年9月21日开行前往长沙方向的动车组列车，至2021年10月11日调整运行图时停运，全部改为特快列车，后2025年7月1日三季度调图后，两站间的特快列车全部停运，改为CRH6F动车组运营的市郊列车。

## 车站结构

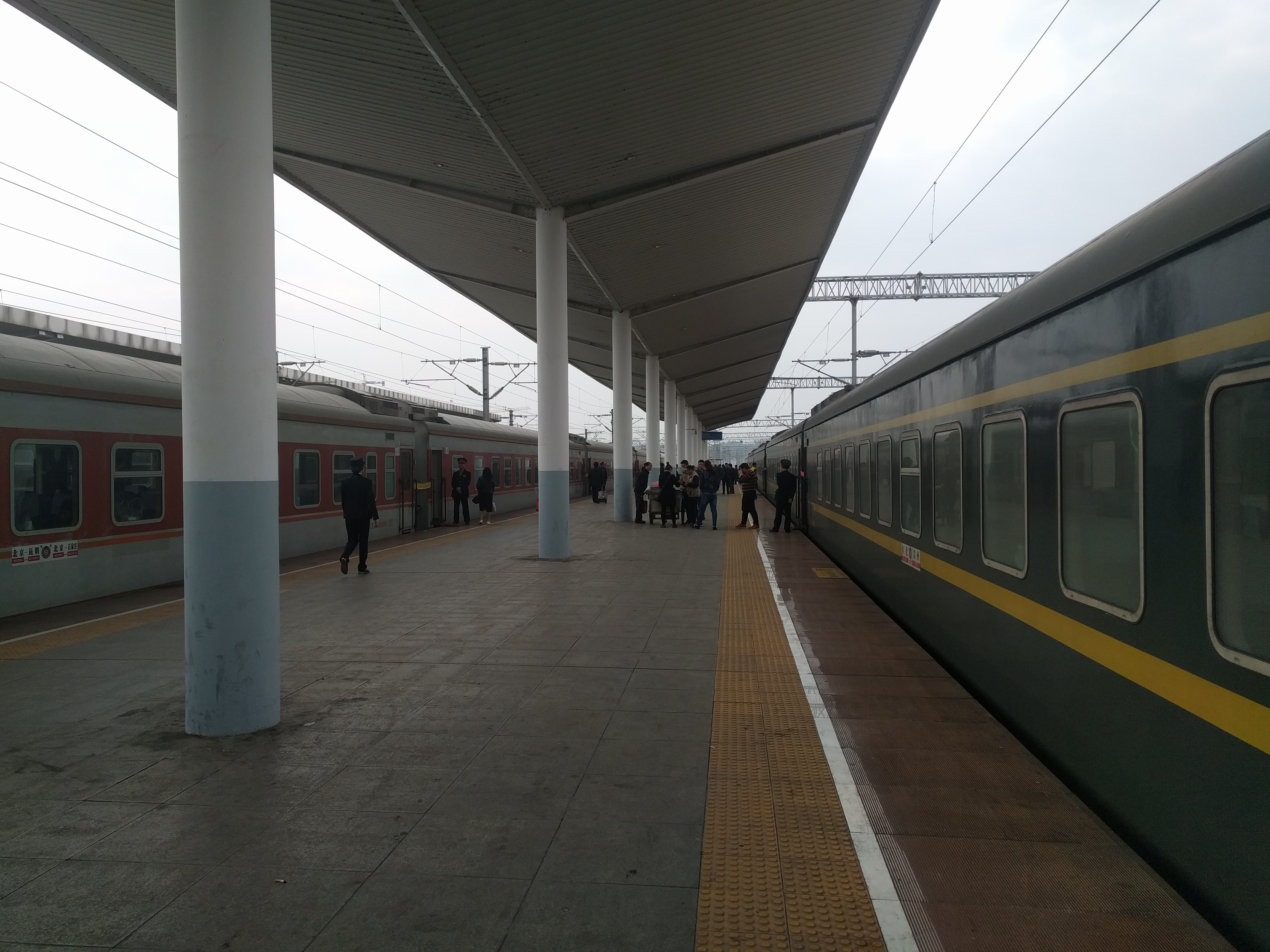
车站站台，2018年

石门县北站目前使用的站房建于2013年，总建筑面积7991平方米。车站售票厅面积441平方米，设有6个售票窗口。候车室面积2200平方米，软席候车室190平方米，可同时容纳3000人候车。
石门县北站内共有10条股道，其中1、4、5、6、7、8道为到发线，II、III道为正线，9、10道为调车线。车站设有2座长500米的旅客站台，其中基本站台宽12米，中间站台宽9米。